# Claribel Kendall
Pour les articles homonymes, voir Kendall.
Claribel Kendall, née le 23 janvier 1889 et morte le 17 avril 1965, est une mathématicienne américaine.

## Biographie
Née à Denver, Colorado, Claribel Kendall obtient une licence générale et une autre en éducation de l'université du Colorado en 1912. Elle a également obtenu une maîtrise en 1914, avec une spécialisation en mathématiques. Elle étudie les mathématiques à une époque où les femmes cherchaient de plus en plus à faire des études universitaires et commençaient lentement à se diriger vers les mathématiques et les sciences, domaines traditionnellement réservés aux hommes. Son mémoire de maîtrise porte sur les Syzygies préassociatives en algèbre linéaire.
Tout en terminant sa maîtrise, Claribel Kendall commence à enseigner au département de mathématiques de l'université du Colorado en 1913. Souhaitant poursuivre ses études, elle entre parallèlement comme étudiante à l'université de Chicago, où elle passe plusieurs étés entre 1915 et 1918. En 1920, elle reçoit une bourse de l'université de Chicago pour l'aider à terminer son diplôme. Elle obtient son doctorat de l'université de Chicago en janvier 1922, avec une thèse portant sur « Certaines congruences déterminées par une surface donnée », sous la direction de Ernest Julius Wilczynski. Ce travail de Kendall est publié dans l'American Journal of Mathematics en 1923.
Claribel Kendall enseigne à l'université du Colorado Boulder de 1913 jusqu'à sa retraite en 1957, étant promue professeure titulaire en 1944. Elle dirige dix mémoires de maîtrise dans cette université, dont huit ont été rédigées par des femmes. Claribel Kendall a également contribué à la résolution de problèmes dans l'American Mathematical Monthly.

## Autres activités
Claribel Kendall était membre de l'Église de la Science chrétienne.
Elle a été également secrétaire du chapitre Phi Beta Kappa de l'université de Californie pendant plus de 30 ans. 
Elle est également membre fondatrice de la Mathematical Association of America et l'un des fondateurs de la section de Rocky Mountain de cette association en 1917.

## Prix
Claribel Kendall est le premier membre du département à recevoir le prix Robert L. Stearns de l'université du Colorado, Boulder, pour « service ou accomplissement exceptionnel ». 
Publié dans l'American Journal of Mathematics.